# Parmelia subtestacea
Parmelia subtestacea är en lavart som beskrevs av Hale. Parmelia subtestacea ingår i släktet Parmelia och familjen Parmeliaceae.   Inga underarter finns listade i Catalogue of Life.